# Саид Кочхюрский
Саид Кучхюрский (лезг. Кьуьчхуьр Саид; 1767, Кочхюр — 1812, там же) — лезгинский поэт, ашуг. Писал на лезгинском и азербайджанском языках. Был ослеплён за то, что осмелился поднять голос против жестокого феодального гнёта.
Будь проклят свет, где ты рожден на свет.

Будь проклят свет, где тьма, где правды нет.

Кровавый хан, источник наших бед,

Скажи, докуда нам терпеть, проклятый?

Ты разорил аулы наших гор,

Вверг в ад мужей, а женщин вверг в позор.

Терпеть нам это все до коих пор?

Когда, скажите, грянет час расплаты?

## Биография
Саид Кучхюрский родился в селении Кучхюр Кюринского округа (ныне в Курахском районе Дагестана) в 1767 году. Он прожил свою жизнь в нужде. Многие годы батрачил в Ширване. Саид Кучхюрский выступал против феодального гнёта и бесчинства местных ханов.
Батрача в Ширване, Саид Кучхюрский часто встречался с прославленными азербайджанскими ашугами. Благодаря этому он стал популярным певцом, песни которого были сложены в форме гошма. Он умел одинаково хорошо писать как на родном лезгинском, так и на азербайджанском языках.
Реалистические стихи Саида Кучхюрского, в которых рассказывалось о жестоком феодальном гнёте, приводили в бешенство ханов. Правивший в то время Сурхай-хан Второй решил расправиться с Саидом Кучхюрским и пригласил его к себе на встречу. Хан, отметив, что Саид прекрасно поёт, но дерзко смотрит на всех, приказал своим охранникам выколоть глаза Саиду. Слепой ашуг сложил «Проклятье Мурсал-хану», в котором выразил не только свою трагедию, но и трагедию всего лезгинского народа.
Умер в 1812 году в родном селении.

## Память
- В 2012 году в родном селе Саида Кучхюрского Кучхюр состоялось открытие памятника поэту[10].
- В 2012 году Лезгинский Государственный музыкально-драматический театр имени С. Стальского открыл 78-й сезон спектаклем «Ашуг Саид»[10][11].